# مکس فرستاپن
مکس فرستاپن (به انگلیسی: Max Verstappen)؛ (۳۰ سپتامبر ۱۹۹۷) (همچنین: مکس فرستاپن) راننده هلندی و بلژیکی تبار مسابقه‌های اتومبیل‌رانی است. وی قهرمان فصول ۲۰۲۱ و ۲۰۲۲ و ۲۰۲۳ و ۲۰۲۴ مسابقات فرمول یک است.

## خانواده و زندگی شخصی
ماکس امیلیان فرستاپن در ۳۰ سپتامبر ۱۹۹۷ در اسلت، بلژیک زاده شد. او سه برادر و یک خواهر کوچک‌تر به نام ویکتوریا دارد. خانواده او ارتباط طولانی با ورزش‌های موتوری دارند: پدرش، یوس فرستاپن، یک راننده سابق فرمول یک هلندی است و مادر بلژیکی‌اش، سوفی کومپن، در کارتینگ شرکت می‌کرد. همچنین اولین پسر عمویش، آنتونی کومپن، در مسابقات استقامت و استقامت شرکت کرد. دو بار قهرمان NASCAR Whelen Euro Series است و هم‌اکنون به‌عنوان مدیر تیم PK Carsport در سری یورو خدمت می‌کند.
اگرچه فرستاپن مادری بلژیکی دارد در بلژیک به دنیا آمده و در بری، بلژیک زندگی می‌کرد اما تصمیم گرفت با گواهینامه مسابقه هلندی رقابت کند. زیرا بیشتر احساس هلندی می‌کند و به دلیل فعالیت‌های کارتینگ، زمان بیشتری را با پدرش می‌گذراند تا با مادرش. او در حین بزرگ شدن در مازک، یک شهر بلژیک در مرز هلند، همیشه توسط مردم هلند احاطه شده بود.  فرستاپن در سال ۲۰۱۵ گفت: «من در واقع فقط برای خواب در بلژیک زندگی می‌کردم. اما در طول روز به هلند می‌رفتم و دوستانم را نیز در آنجا داشتم. من به‌عنوان یک هلندی بزرگ شدم و این احساسی است». فرستاپن به‌طور رسمی تنها ملیت هلندی را زمانی که به سن بلوغ رسید انتخاب کرد. او پیش از گرفتن گواهینامه رانندگی جاده‌ای در تولد ۱۸ سالگی خود بیش از یک فصل در فرمول یک شرکت کرد.
فرستاپن از اکتبر ۲۰۱۵ در موناکو زندگی می‌کند و ادعا می‌کند که این به دلایل مالیاتی نبوده‌است.

## نتایج مسابقات

### خلاصه حرفه مسابقات
| فصل  | رده                           | تیم                       | مسابقات | برد | خط یک | س/دور | سکو | امتیازات | جایگاه  |
| ---- | ----------------------------- | ------------------------- | ------- | --- | ----- | ----- | --- | -------- | ------- |
| ۲۰۱۴ | سری زمستان فلوریدا            | —                         | ۱۲      | ۲   | ۳     | ۳     | ۴   | —        | سوم     |
| ۲۰۱۴ | مسابقات قهرمانی فرمول ۳ اروپا | ون آمرسفورت ریسینگ        | ۳۳      | ۱۰  | ۷     | ۷     | ۱۶  | ۴۱۱      | سوم     |
| ۲۰۱۴ | جایزه بزرگ ماکائو             | ون آمرسفورت ریسینگ        | ۱       | ۰   | ۰     | ۱     | ۰   | ن/م      | هفتم    |
| ۲۰۱۴ | زندوورت مسترز                 | موتوپارک                  | ۱       | ۱   | ۱     | ۰     | ۱   | ن/م      | اول     |
| ۲۰۱۵ | فرمول یک                      | اسکودریا تورو روسو        | ۱۹      | ۰   | ۰     | ۰     | ۰   | ۴۹       | دوازدهم |
| ۲۰۱۶ | فرمول یک                      | اسکودریا تورو روسو        | ۴       | ۰   | ۰     | ۰     | ۰   | ۲۰۴      | پنجم    |
| ۲۰۱۶ | فرمول یک                      | ردبول ریسینگ              | ۱۷      | ۱   | ۰     | ۱     | ۷   | ۲۰۴      | پنجم    |
| ۲۰۱۷ | فرمول یک                      | ردبول ریسینگ              | ۲۰      | ۲   | ۰     | ۱     | ۴   | ۱۶۸      | ششم     |
| ۲۰۱۸ | فرمول یک                      | استون مارتین ردبول ریسینگ | ۲۱      | ۲   | ۰     | ۲     | ۱۱  | ۲۴۹      | چهارم   |
| ۲۰۱۹ | فرمول یک                      | استون مارتین ردبول ریسینگ | ۲۱      | ۳   | ۲     | ۳     | ۹   | ۲۷۸      | سوم     |
| ۲۰۲۰ | فرمول یک                      | استون مارتین ردبول ریسینگ | ۱۷      | ۲   | ۱     | ۳     | ۱۱  | ۲۱۴      | سوم     |
| ۲۰۲۱ | فرمول یک                      | ردبول ریسینگ هوندا        | ۲۲      | ۱۰  | ۱۰    | ۶     | ۱۸  | ۳۹۵٫۵    | اول     |
| ۲۰۲۲ | فرمول یک                      | اوراکل ردبول ریسینگ       | ۵۴      | ۴۱  | ۲۶    | ۱۶    | ۴۶  | ۴۵۴*     | اول*    |

یادداشت
- * – فصل هنوز در جریان است.

### نتایج فرمول یک
(کلید) (مسابقاتی که به‌صورت پررنگ نوشته شده‌اند نشانگر پول پوزیشن، و مسابقه‌هایی که به‌صورت ایتالیک نوشته شده‌اند نشانگر سریع‌ترین دور هستند)
| سال  | تیم                       | شاسی               | پیشرانه                          | ۱           | ۲         | ۳           | ۴            | ۵          | ۶             | ۷         | ۸            | ۹           | ۱۰           | ۱۱         | ۱۲          | ۱۳         | ۱۴          | ۱۵        | ۱۶        | ۱۷          | ۱۸         | ۱۹        | ۲۰       | ۲۱         | ۲۲       | امتیاز  | ق.ر.  |
| ---- | ------------------------- | ------------------ | -------------------------------- | ----------- | --------- | ----------- | ------------ | ---------- | ------------- | --------- | ------------ | ----------- | ------------ | ---------- | ----------- | ---------- | ----------- | --------- | --------- | ----------- | ---------- | --------- | -------- | ---------- | -------- | ------- | ----- |
| ۲۰۱۴ | اسکودریا تورو روسو        | تورو روسو اس‌تی‌آر۹  | رنو انرژی اف۱‑۲۰۱۴ ۱٫۶ وی۶ توربو | استرالیا    | مالزی     | بحرین       | چین          | اسپانیا    | موناکو        | کانادا    | اتریش        | بریتانیا    | آلمان        | مجارستان   | بلژیک       | ایتالیا    | سنگاپور     | ژاپن ر.آ. | روسیه     | آمریکا ر.آ. | برزیل ر.آ. | ابوظبی    |          |            |          | –       | –     |
| ۲۰۱۵ | اسکودریا تورو روسو        | تورو روسو اس‌تی‌آر۱۰ | رنو انرژی اف۱‑۲۰۱۵ ۱٫۶ وی۶ توربو | استرالیا ب. | مالزی ۷   | چین ۱۷†     | بحرین ب.     | اسپانیا ۱۱ | موناکو ب.     | کانادا ۱۵ | اتریش ۸      | بریتانیا ب. | مجارستان ۴   | بلژیک ۸    | ایتالیا ۱۲  | سنگاپور ۸  | ژاپن ۹      | روسیه ۱۰  | آمریکا ۴  | مکزیک ۹     | برزیل ۹    | ابوظبی ۱۶ |          |            |          | دوازدهم | ۴۹    |
| ۲۰۱۶ | اسکودریا تورو روسو        | تورو روسو اس‌تی‌آر۱۱ | فراری ۰۶۰ ۱٫۶ وی۶ توربو          | استرالیا ۱۰ | بحرین ۶   | چین ۸       | روسیه ب.     |            |               |           |              |             |              |            |             |            |             |           |           |             |            |           |          |            |          | پنجم    | ۲۰۴   |
| ۲۰۱۶ | ردبول ریسینگ              | ردبول آربی۱۲       | تگ هویر ۱٫۶ وی۶ توربو            |             |           |             |              | اسپانیا ۱  | موناکو ب.     | کانادا ۴  | اروپا ۸      | اتریش ۲     | بریتانیا ۲   | مجارستان ۵ | آلمان ۳     | بلژیک ۱۱   | ایتالیا ۷   | سنگاپور ۶ | مالزی ۲   | ژاپن ۲      | آمریکا ب.  | مکزیک ۴   | برزیل ۳  | ابوظبی ۴   |          | پنجم    | ۲۰۴   |
| ۲۰۱۷ | ردبول ریسینگ              | ردبول آربی۱۳       | تگ هویر ۱٫۶ وی۶ توربو            | استرالیا ۴  | چین ۳     | بحرین ب.    | روسیه ۵      | اسپانیا ب. | موناکو ۵      | کانادا ب. | آذربایجان ب. | اتریش ب.    | بریتانیا ۴   | مجارستان ۵ | بلژیک ب.    | ایتالیا ب۰ | سنگاپور ب.  | مالزی ۱   | ژاپن ۲    | آمریکا ۴    | مکزیک ۱    | برزیل ۵   | ابوظبی ۵ |            |          | ششم     | ۱۶۸   |
| ۲۰۱۸ | استون مارتین ردبول ریسینگ | ردبول آربی۱۴       | تگ هویر ۱٫۶ وی۶ توربو            | استرالیا ۶  | بحرین ب.  | چین ۵       | آذربایجان ب. | اسپانیا ۳  | موناکو ۹      | کانادا ۳  | فرانسه ۲     | اتریش ۱     | بریتانیا ۱۵† | آلمان ۴    | مجارستان ب. | بلژیک ۳    | ایتالیا ۵   | سنگاپور ۲ | روسیه ۵   | ژاپن ۳      | آمریکا ۲   | مکزیک ۱   | برزیل ۲  | ابوظبی ۳   |          | چهارم   | ۱۴۹   |
| ۲۰۱۹ | استون مارتین ردبول ریسینگ | ردبول آربی۱۵       | هوندا آرای۶۱۹اچ ۱٫۶ وی۶ توربو    | استرالیا ۳  | بحرین ۴   | چین ۴       | آذربایجان ۴  | اسپانیا ۳  | موناکو ۴      | کانادا ۵  | فرانسه ۴     | اتریش ۱     | بریتانیا ۵   | آلمان ۱    | مجارستان ۲  | بلژیک ب.   | ایتالیا ۸   | سنگاپور ۳ | روسیه ۴   | ژاپن ب.     | مکزیک ۶    | آمریکا ۳  | برزیل ۱  | ابوظبی ۲   |          | سوم     | ۱۷۸   |
| ۲۰۲۰ | استون مارتین ردبول ریسینگ | ردبول آربی۱۶       | هوندا آرای۶۲۰اچ ۱۰ ۱٫۶ وی۶ توربو | اتریش ب.    | اشتیریا ۳ | مجارستان ۲  | بریتانیا ۲   | هفتادمین ۱ | اسپانیا ۲     | بلژیک ۳   | ایتالیا ب.   | توسکانی ب.  | روسیه ۲      | ایفل ۲     | پرتغال ۳    | امیلیا ب.  | ترکیه ۶     | بحرین ۲   | صخیر ب.   | ابوظبی ۱    |            |           |          |            |          | سوم     | ۲۱۴   |
| ۲۰۲۱ | ردبول ریسینگ-هوندا        | ردبول آربی۱۶ب      | هوندا آرای۶۲۱اچ ۱٫۶ وی۶ توربو    | بحرین ۲     | امیلیا ۱  | پرتعال ۲    | اسپانیا ۲    | موناکو ۱   | آذربایجان ۱۸† | فرانسه ۱  | اشتیریا ۱    | اتریش ۱     | بریتانیا ب.۱ | مجارستان ۹ | بلژیک ۱‡    | هلند ۱     | ایتالیا ب.۲ | روسیه ۲   | ترکیه ۲   | آمریکا ۱    | مکزیکو ۱   | سائو پ. ۲ | قطر ۲    | عربستان ۲  | ابوظبی ۱ | اول     | ۳۹۵٫۵ |
| ۲۰۲۲ | اوراکل ردبول ریسینگ       | ردبول آربی۱۸       | ردبول آربی‌پی‌تی‌اچ۰۰۱ وی۶ توربو    | بحرین · ۱۹  | عربستان ۱ | استرالیا ب. | امیلیا ۱     | میامی ۱    | اسپانیا ۱     | موناکو ۳  | آذربایجان ۱  | کانادا ۱    | بریتانیا ۷   | اتریش ۲۱   | فرانسه ۱    | مجارستان ۱ | بلژیک ۱     | هلند ۱    | ایتالیا ۱ | سنگاپور ۷   | ژاپن ۱     | آمریکا ۱  | مکزیکو ۱ | سائو پ. ۶۴ | ابوظبی ۱ | اول*    | ۴۵۴*  |

یادداشت‌ها
- * – فصل هنوز در جریان است.
- † – راننده گراند پری را به پایان نرسانده، اما از آنجا که بیش از ۹۰٪ از مسافت مسابقه را طی کرده‌است، در رده‌بندی قرار گرفته‌است.

او توانست در فصل ۲۰۲۳ همراه با تیم ردبول رکورد تاریخی مکلارن در برد های متوالی یک تیم را بشکند
تیم ردبول از جایزه بزرگ ابوظبی ۲۰۲۲ تا اکنون یعنی جایزه بزرگ ایتالیا ۲۰۲۳ بدون از دست دادن قهرمانی یک مسابقه پیش رفته است همچنین خود مکس ورشتپن با قهرمانی در ده مسابقه متوالی از جایزه بزرگ آذربایجان ۲۰۲۳ تا جایزه بزرگ ایتالیا ۲۰۲۳ رکورد سباستین فتل را در برنده شدن در ۹ جایزه بزرگ متوالی بشکند